# チョコチップクッキー

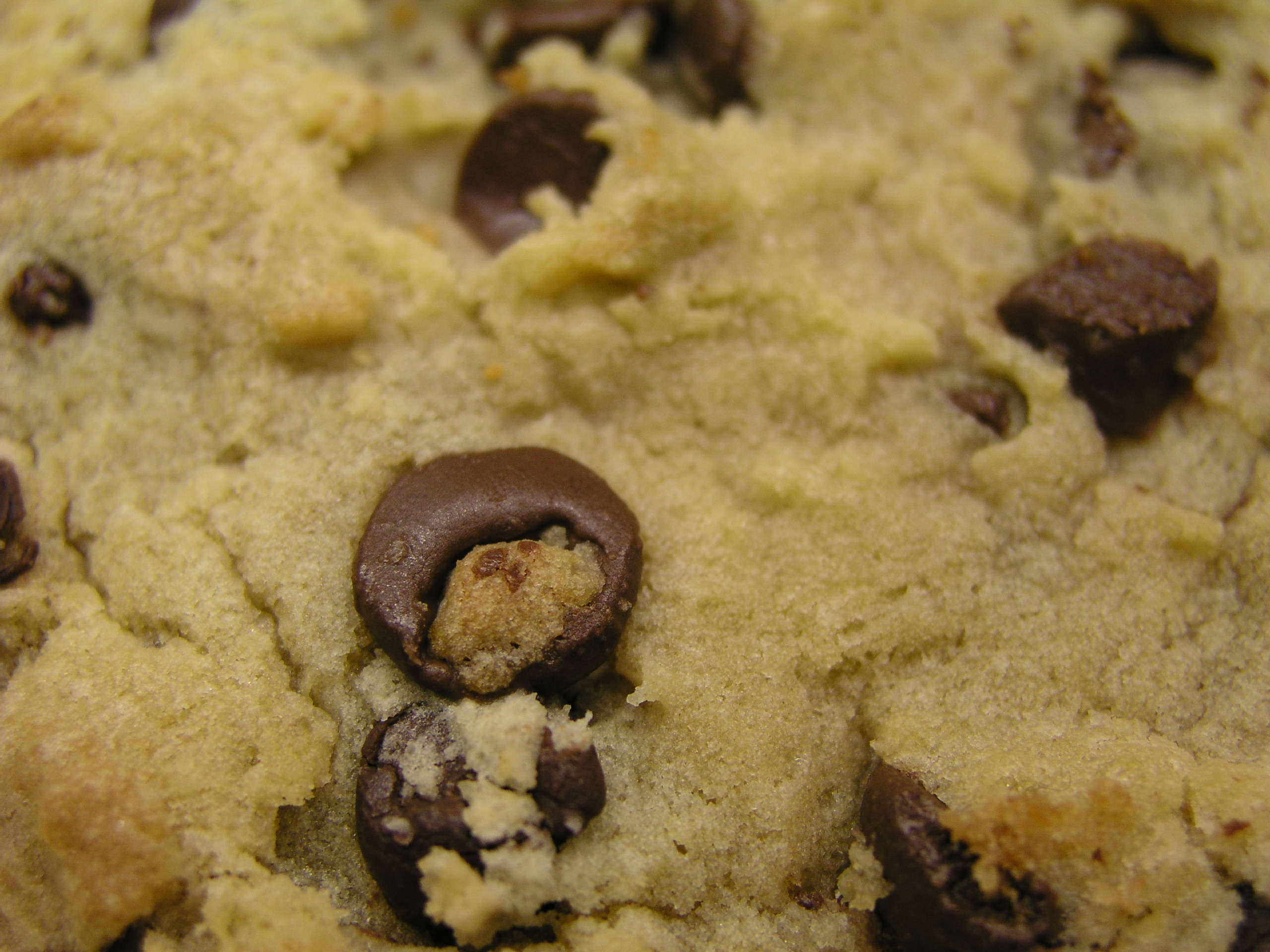
チョコチップクッキーの拡大写真

チョコチップクッキーまたはチョコレートチップクッキー（英: chocolate chip cookie）は、チョコチップが特徴のクッキーである。1938年、ルース・グレイヴズ・ウェイクフィールドがネスレのチョコバーを刻んでクッキーのレシピに加えたことで生まれた。
一般的には、小麦粉、バター、黒砂糖、グラニュー糖、チョコチップ、卵、バニラを混ぜ合わせた生地を用いて作る。他の種類のチョコレートや、ナッツやオートミールなどの材料を加えることがある。また、ヴィーガンチョコチップ、ヴィーガンマーガリン、卵の代用品など、必要な材料を代用したヴィーガン向けのものもある。

## 歴史

### 誕生
チョコチップクッキーは1938年にマサチューセッツ州のウィットマンで家庭料理を特徴とするレストランのトール・ハウス・インを経営していたルース・グレイヴズ・ウェイクフィールドとスー・ブライズというシェフによって考案された。
ウェイクフィールドがネスレのチョコバーを刻んだものを溶かしてチョコレートクッキーを作ろうとしていたところ、チョコレートが溶けなかったことで偶然チョコチップクッキーが生まれたと言われている。本人によると、薄いバタースコッチ・ナッツ・クッキーをアイスクリームとともに出していたが、何か違うものを提供したいと考えてクッキーの中にネスレのチョコバーを刻んで加えたという。ウェイクフィールドはネスレにこのクッキーのレシピを提供したことで、同社から一生分のチョコレートを支給された。

### その後の歴史
1938年に出版されたウェイクフィールドの料理本『Toll House Tried and True Recipes』には「トールハウス・チョコレートクランチ・クッキー」というレシピが初めて掲載され、その後間もなくアメリカの家庭でよく食べられるクッキーとなった。
第二次世界大戦中に海外に駐留していたマサチューセッツ州の兵士が祖国から送られてきたチョコチップクッキーを他の地域出身の兵士と分け合ったところ、何百人もの兵士がこのクッキーを送ってほしいと家族に手紙を書いた。ウェイクフィールドのもとには世界中からレシピを求める手紙が殺到し、チョコチップクッキーの全国的な流行が起こった。このクッキーの需要が高まったことで、東海岸以外にも人気が広まっていった。1956年にはイギリスにチョコチップクッキーのレシピが持ち込まれ、メリーランド・クッキーはイギリスで最も売れているチョコチップクッキーの一つとなった。
多くの民間のパン屋では、パッケージされたものやすぐに焼けるものなど様々な形式でクッキーを提供している。ダブルツリーなどの複数の企業では、競合他社との差別化をするために焼きたてのクッキーを顧客に提供している。
1997年7月9日、マサチューセッツ州ではチョコチップクッキーの誕生を称えて、サマーセットの3年生のクラスで提案されたチョコチップクッキーを「オフィシャル・ステート・クッキー」に指定した。

## 組成とバリエーション
主にグラニュー糖、黒砂糖、小麦粉、塩、卵、重曹などの膨張剤、バターやショートニングなどの油脂、バニラエッセンス、チョコチップなどを用いて作られる。ミルクやクルミなどのナッツを生地の中に入れる場合もある。
材料の割合や混ぜ方、調理時間を変えることで、柔らかくて噛みごたえのあるものや、サクサクしていて歯触りの良いものなど、様々なクッキーができる。脂肪の組成と使用する脂肪の種類によって食感が大きく変わる。カンザス州立大学で行われた研究によると、炭水化物を中心にした脂肪の代用品はより多くの水分と結合する傾向があるため、焼いている間にクッキーを広げる水分が少なくなり、結果としてあまり広がらず、ケーキのような柔らかいクッキーになるという。

### バリエーションの例
M&M パーティークッキー
チョコチップの代わりにM&M'sを使用したもの。
チョコレートチョコチップクッキー、ダブルチョコレートクッキー
ココアや溶かしたチョコレートを加えてチョコレート味にした生地を使用したもの。チョコチップの代わりにホワイトチョコレートやピーナッツバターチップを使用する場合もある。
マカダミアチップクッキー
マカダミアナッツとホワイトチョコチップを使用したもの。
チョコチップピーナッツバタークッキー
バニラ味の生地をピーナッツバター味に変えたもの。
チョコチップバークッキー（コンゴバー、ブロンディ）
チョコチップクッキーの生地をクッキーシートの代わりにオーブン皿で焼いたもの。
この他にもチョコチップの大きさや形の違いによって味や食感の違いが生まれる。

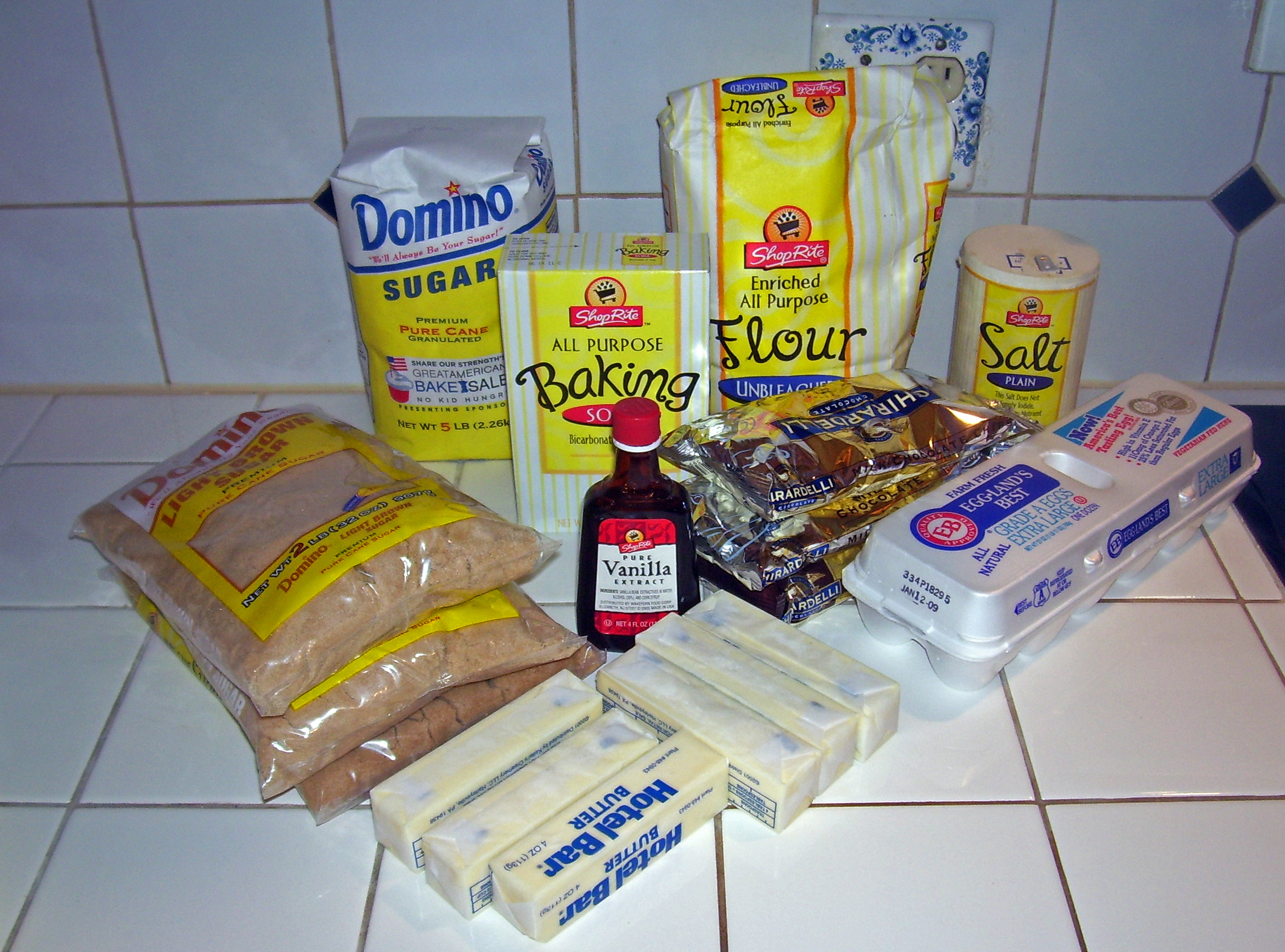
一般的なチョコチップクッキーの材料
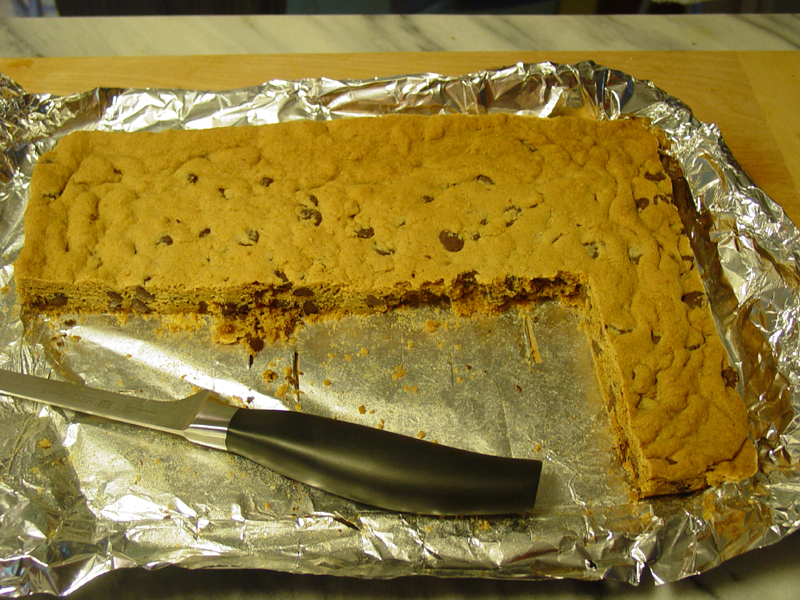
チョコチップクッキーの調理風景
- チョコチップバークッキー